# Waldemar Henrique
Waldemar Henrique da Costa Pereira (Belém do Pará, 15 de fevereiro de 1905 — Belém, 29 de março de 1995) foi um maestro, pianista, escritor e compositor brasileiro. Artista símbolo do Pará, a cidade de Belém possui uma praça e um teatro que levam seu nome.

## Biografia
Waldemar Henrique era filho de um descendente de portugueses e de indígenas. Perdeu a mãe muito cedo, com um ano de idade. Aos seis anos, foi com o pai para Portugal, retornando ao Brasil em 1918. Praticava piano escondido de seu pai, já que ele o proibia. Da mesma forma passou a ter aulas de piano, ainda em 1918.
A primeira música de sucesso de Waldemar Henrique foi Minha Terra, composta em 1923. Em 1929 estudou no Conservatório Carlos Gomes. Sua família era contra, e seu pai insistiu para que ele se desviasse de sua vocação empregando-o num banco.
Mudou-se para o Rio de Janeiro em 1933, onde estudou piano, composição, orquestração e regência. Suas obras têm principalmente como tema o folclore amazônico, indígena, nortista e brasileiro. Waldemar Faleceu em 29 de Março de 1995 aos 90 anos vítima de Câncer.
Waldemar Henrique da Costa Pereira nasceu na cidade de Belém, estado do Pará, no dia 15 de fevereiro de 1905. Sua mãe, Joana da Costa Pereira, era de origem indígena e morreu quando Waldemar Henrique tinha um ano de idade, tendo sido ele criado por sua tia, Estefânia Rosa da Costa, que casou-se com seu pai, Thiago Joaquim Pereira, português.
Sua infância foi vivida na cidade do Porto, em Portugal, país que lhe inspirou posteriormente a composição de três canções. Waldemar Henrique possuía sérios problemas de vista, que foram descobertos aos seis anos de idade, enquanto estudava em uma escola em Portugal. Antes disso, achavam que ele era uma criança um pouco lenta e desajeitada, que deixava os copos caírem e esbarrava nas cadeiras. Levaram-no ao oftalmologista por recomendação da professora, e foi prescrito que começasse a usar óculos, mas sempre os quebrava em suas brincadeiras. Por isso proibiram-no de brincar, o que fez dele um menino extremamente observador e pensador (PEREIRA, 1984, pp. 21–22). Em sua maturidade, afirmou ter tido dificuldades com sua visão desde criança e, desde então, se consultava frequentemente com oftalmologistas.
Em 1918, aos 13 anos, retornou a Belém, quando começou a estudar piano. Em 1929, aos vinte e quatro anos, ingressou no Conservatório Carlos Gomes com forte incentivo do professor e maestro italiano Ettore Bosio. Fez curso de regência com Arthur Bosmans, mas não pretendia seguir carreira devido a seus problemas de visão, como glaucoma e catarata, que pioravam a cada ano e que, ao final de sua vida, o fizeram quase cego.
Waldemar Henrique era um adepto da música tradicional. Conheceu Hans Joachim Koellreutter (1915 - 2005) e dizia não se identificar com aquele estilo experimental. W. Henrique ganhava a vida com sua música, que era bem aceita. Ele admirava seu próprio trabalho e vivia perseguindo a composição de uma obra-prima (CLAVER FILHO, 1978, p. 72). Talvez ele tenha feito não somente uma, mas várias, já que mais de cento e cinquenta canções, além de peças para piano solo, coro, orquestra e música para novela, teatro e filmes, formam a obra do compositor. Muitas delas, na primeira escuta já agradam a todo tipo de ouvido e seduzem a tantos músicos, que frequentemente recorrem à obra do compositor para fins de estudo ou para incrementar seu repertório.
Suas obras têm principalmente como temas o folclore amazônico, indígena, nordestino e afro-brasileiro. É autor da primeira versão musical (1958) de Morte e Vida Severina, de João Cabral de Melo Neto, poema dramático premiado pelo Jornal do Comércio.
Rádios, teatros e cassinos do Rio de Janeiro, São Paulo e Belo Horizonte foram os locais onde W. Henrique mais atuou. Excursionou também por várias outras cidades do Brasil e pelo exterior, como na Argentina, Uruguai, França, Espanha e Portugal. Por mais de dez anos, o compositor dirigiu o Theatro da Paz em Belém do Pará, cidade onde, em setembro de 1979, foi inaugurado um teatro para 220 pessoas, batizado com seu nome.
Waldemar Henrique morreu no dia 27 de março de 1995, sem sofrimento, de causas naturais, um mês e meio após ter completado noventa e um anos de idade. (Informação fornecida por Sebastião Godinho, amigo e ex-secretário particular de Waldemar Henrique, em novembro de 2005, via telefone.)

## Canções
- Boi-Bumbá
- Foi Bôto, Sinhá!
- Cobra-Grande
- Tamba-Tajá
- Matintaperêra
- Uirapuru
- Curupira
- Manha-Nungára
- Fiz da Vida uma Canção
- Trem de Alagoas
- Cabocla Bonita
- Essa Nega Fulô
- No Jardim de Oeira